# Ophiochalcis aspera
Ophiochalcis aspera är en ormstjärneart som beskrevs av Jean Baptiste François René Koehler 1930. Ophiochalcis aspera ingår i släktet Ophiochalcis och familjen fransormstjärnor. Inga underarter finns listade i Catalogue of Life.